# 张天乙
张天乙（1919年—2001年2月），男，山西平陆人。中华人民共和国政治人物。

## 生平
早年担任太岳军区第三军分区署专员。中华人民共和国成立后，担任长治专署专员、山西省供销合作社主任；后担任中共山西省委财贸部部长、中共太原市委副书记。1956年，担任山西省副省长、中共中央华北局财经办公室副主任，后担任山西省第五届政协副主席。